# Beatebergs församling
Beatebergs församling var en församling i Skara stift och i Töreboda kommun. Församlingen uppgick 2002 i Fägre församling.

## Administrativ historik
Församlingen bildades före 1540 genom en utbrytning ur Hunnekulla församling. Namnet var före 1758 Ruda församling. 
Församlingen var till 1962 annexförsamling i pastoratet Bällefors, Ekeskog och Ruda som till 1758 även omfattade Hunnekulla (Tibergs) församling. Från 1962 till 2002 var församlingen annexförsamling i pastoratet Fägre, Trästena, Bällefors, Ekeskog, Beateberg, Hjälstad, Sveneby och Mo. Församlingen uppgick 2002 i Fägre församling.

## Kyrkor
- Beatebergs kyrka